# Stade Hammadi Agrebi
Das Hammadi Agrebi Stadion (arabisch ملعب حمادي العقربي, französisch Stade Hammadi Agrebi) ist ein Stadion in Radès in Tunesien, ca. 14 Kilometer südlich der Hauptstadt Tunis. Es wird momentan vor allem für Fußballspiele genutzt, ist aber auch für Leichtathletikveranstaltungen geeignet. Das Stadion wurde für die Mittelmeerspiele 2001 errichtet und wird heute als eines der besten afrikanischen Stadien bewertet.
Das Ensemble von 60.000 überdachten Plätzen erstreckt sich über 13.000 m² und setzt sich aus einem zentralen Bereich, drei Nebenspielfeldern und einer Ehrentribüne mit 7000 Plätzen zusammen. Die Pressetribüne ist mit 300 Plätzen ausgestattet.
Eingeweiht wurde das Stadion im Juli 2001 beim tunesischen Pokalfinale zwischen dem Club Sportif de Hammam-Lif und Étoile Sportive du Sahel (1:0), wobei der Siegtreffer durch Anis Ben Chouikha zugleich das erste Tor in diesem Stadion war.
Hier tragen Club Africain Tunis und Espérance Sportive de Tunis ihre Meisterschaftsspiele aus. Außerdem ist es seit 2001 das tunesische Nationalstadion und beherbergte insgesamt sechs Spiele der Fußball-Afrikameisterschaft 2004, darunter das Finale.
Im Juli 2010 war das Stadion Austragungsort der Trophée des Champions.
Der ursprüngliche Name Stadion des 7. November wurde nach der tunesischen Revolution geändert und hieß Stadion des 14. Januar bis August 2020. Der Name bezog sich auf den Jahrestag der Revolution von 2011, an dem der ehemalige Präsident Ben Ali, der am 7. November 1987 das Amt des Staatspräsidenten übernommen hatte, aus dem Land flüchtete und ein politischer Übergang in Gang gesetzt wurde.
Am 22. August wurde der Name wieder geändert und heißt Hammadi Agrebi Stadion. Es wurde nach dem am 21. August 2020 verstorbenen Fußballnationalspieler Hammadi Agrebi benannt. Er stammte aus der Jugend des CS Sfax und war 16 Jahre als Profi für den Klub aktiv.